# ملالي جويا
ملالي جويا Malalai Joya هي سياسية أفغانية وناشطة في الحقوق المدنية وعضو في البرلمان الأفغاني (الجرغة مردم) انتخبت نائبة عن ولاية فراه جنوب غرب أفغانستان. لقبتها الصحافة الغربية بأنها«أشجع امرأة في أفغانستان» هي من مواليد أفغانستان 25 أبريل/نيسان 1978م تركت أفغانستان خلال طفولتها عام 1984م وعاشت في مخيمات للاجئين في إيران: بعد أن فقدت العائلة أثر الأب لعدة سنوات تم اكتشاف أنه في إيران فالتحقت العائلة به هناك حيث ذهبت إبتنته للمدرسة. وبعد عدة سنوات أصر الأب على الذهاب إلى باكستان لأنه كان يريد أن تدخل إبنته المدرسة وتتعلم المزيد. بدأت الابنة في سن السادسة عشر بتعليم الأميين من الأفغان القراءة والكتابة. عادت العائلة إلى إفغانستان أثناء حكم طالبان وتصف في كتابها الذي سيصدر قريبا معاناة الناس أثناء حكم طالبان، مثل أنهم مرة جلدوا ميتا بالسياط أمام أنظار أهله لأنه لم يكن ملتحيا فإستتنتجوا أنه كان كافرا.

## تعليق عضويتها في البرلمان
تم تعليق عضويتها في البرلمان الأفغاني بعد كلمة قصيرة ألقتها في البرلمان ذكرت فيها أن العديد من أمراء الحرب في أفغانستان هم حالياً أعضاء في البرلمان. وهي تعترض على بقاء قوات الناتو في أفغانستان وتعتقد أن قوات الحلفاء سلمت السلطة للناس الخطأ في البلد فمن أفغانستان لا يأتي التطرف فقط بل أن هناك فئات كثيرة تؤمن بالديمقراطية وحقوق الإنسان وكان على الحلفاء الاعتماد على هؤلاء بدلا من تسليم السلطة لإمراء الحرب. وصفت مرة البرلمان الأفغاني بأنه حديقة حيوانات وأسطبل وكان ذلك السبب في قرار طردها من البرلمان رغم أنها منتخبة ديمقراطيا وقد تعرضت على إثرها إلى العديد من التهديدات بالاغتيال. ويعتبر العديد من المراقبين ملاللي جويا من أشد الأصوات المناوئة لوجود أمراء الحرب في البرلمان. سيصدر قريبا كتابها بعنوان «إعلاء صوتي».